# Hệ tầng La Meseta
Hệ tầng La Meseta là một chuỗi trầm tích lắng đọng trong thời kỳ thế Eocen. Hệ tầng này được tìm thấy nằm trên đảo Seymour, Graham Land thuộc Antarctic Peninsula, Nam Cực.

## Miêu tả
Hệ tầng La Meseta nằm ở khu vực không phù hợp với hệ tầng trong Kỷ Phấn Trắng của Lopez de Bertodano. Đó là lớp sa thạch kết hợp kém với bột kết có độ dày vào khoảng 557 mét (1.827 ft). Môi trường trầm tích ở đây có lẽ là do đặc tính ở các vùng ven biển, đồng bằng hoặc cửa sông. Điểm đầu của trình tự không phù hợp với sự xói mòn với sỏi băng hà ở thế Pleistocen. La Meseta Formation là một trong những chuỗi tạo nên sự lấp đầy của kỷ Jura muộn đến kỷ Paleogene James Ross Basin.

## Hóa thạch
Hệ tầng La Meseta là nơi vô cùng phong phú về hóa thạch. Trong số các động vật có vú, ví dụ như Meridiungulata Antarctodon và Trigonostylops đã được tìm thấy trong hệ tầng cũng như là Microbiotheria marsupial. Nó nổi tiếng với những hóa thạch chim cánh cụt, ví dụ như hai chi Archaeospheniscus và Palaeeudyptes. Hóa thạch chim khác bao gồm Dasornis, một chi của Pseudotooth. Ngoài ra còn có rất nhiều hóa thạch dấu vết khác như Diplocraterion, Helminthopsis, Muensteria, Oichnus, Ophiomorpha, Skolithos, Teredolites và Zapfella đã được mô tả. Tất cả hơn 35 loài và 26 loài họ Cá đã được mô tả từ tầng Ypres ở Cucullaea.

### Động vật có vú
- Antarctodolops
- Llanocetus
- Basilosaurus
- Derorhynchus
- Trigonostylopidae thụt

### Chim
- Anthropornis grandis
- Archaeospheniscus wimani
- Archaeospheniscus lopdelli
- Dasornis
- Delphinornis larseni
- Palaeeudyptes antarcticus
- Palaeeudyptes gunnari
- Palaeeudyptes klekowskii